# Kľačno
Kľačno este o comună slovacă, aflată în districtul Prievidza din regiunea Trenčín, pe malul râului Nitra. Localitatea se află la altitudinea de 400 m deasupra n.m., se întinde pe o suprafață de 48,7 km2 și în 2017 număra 1.089 de locuitori.

## Istoric
Localitatea Kľačno este atestată documentar din 1413.

## Demografie
| An:                | 1994 | 2004   | 2014   | 2024   |
| ------------------ | ---- | ------ | ------ | ------ |
| Număr de persoane: | 1072 | 1099   | 1113   | 1076   |
| Diferență:         |      | +2,51% | +1,27% | −3,32% |

| An:                | 2023 | 2024   |
| ------------------ | ---- | ------ |
| Număr de persoane: | 1061 | 1076   |
| Diferență:         |      | +1,41% |